# Аарон Гудельман
Аарон Гудельман (Арон Йосипович Гудельман, англ. Aaron J. Goodelman; 1 квітня 1890, Атаки, Сороцький повіт, Бессарабська губернія — 5 квітня 1978, Нью-Йорк) — американський художник, скульптор і книжковий графік.

## Біографія
Народився в містечку Атаки, в Сороцькому повіті Бессарабії, де його батько — єврейський поет Йосеф Гудельман (1862—1947) — був директором російської школи. Мати — Молка Фателес (англ. Mollie Goodelman, 1865—1947). Навчався в релігійній і світській школах, художній школі і комерційному училищі в Одесі (1902—1904).
У 1905 році емігрував до США з двома братами — Ершом та Ісруелом-Мортхе (став громадянином в 1916 році). Займався в Інституті Купер Юніон (Cooper Union) і Національній академії дизайну з 1905 по 1912 рік. Потім навчався в Школі витончених мистецтв (l'ecole des Beaux Arts) в Парижі і Архітектурному суспільстві образотворчих мистецтв у Нью-Йорку з 1914 по 1916 рік.
Роден був одним з тих, хто вплинув на творчість художника. Серед його робіт — фасад Народної школи Шолом-Алейхема (на їдиш) в Нью-Йорку. Аарон Гудельман також був художником-оформлювачем єврейських дитячих журналів і багатьох збірок поезії на їдиш.
Його перша персональна виставка відбулася в Нью-Йорку, в 1933 році. Один із засновників об'єднання New York Artists Equity.

## Родина
Брати — Ершл (Гершл) Гудельман (англ. Harry J. Goodelman, 1892—1967), драматург, поет, редактор періодичних видань на їдиш; Ісруел-Мортхе Гудельман (англ. Israel M. Goodelman, 1886—1966) — дитячий письменник і педагог (їдиш).